# Âm lượng

Trục hoành hiển thị tần số tính bằng Hz

Trong âm học, âm lượng là nhận thức chủ quan về áp suất âm thanh. Chính thức hơn, nó được định nghĩa là, "Thuộc tính của cảm giác thính giác về mặt âm thanh có thể được sắp xếp theo thang độ kéo dài từ yên tĩnh đến lớn." Mối quan hệ của các thuộc tính vật lý của âm thanh với độ ồn cảm nhận bao gồm các thành phần vật lý, sinh lý và tâm lý. Nghiên cứu về âm lượng biểu kiến được bao gồm trong chủ đề âm thanh học tâm lý (psychoacoustics) sử dụng các phương pháp của tâm sinh lý.
Âm lượng, một biện pháp chủ quan, thường bị nhầm lẫn với các biện pháp vật lý về âm lượng như áp suất âm thanh, mức áp suất âm thanh (tính bằng decibel), âm lượng hoặc công suất âm thanh.

## Phương pháp bù
Âm lượng điều khiển liên quan đến tính năng phương pháp bù âm lượng (loudness compensation) trên một số âm thanh nổi của người tiêu dùng làm thay đổi đường cong đáp ứng tần số tương ứng với đặc tính âm lượng lớn bằng nhau của tai. Phương pháp âm lượng được dự định để làm cho âm nhạc được ghi âm trở nên tự nhiên hơn khi được phát ở mức thấp hơn bằng cách tăng tần số thấp, mà tai ít nhạy hơn ở mức áp suất âm thanh thấp hơn.